# باشگاه فوتبال ججو یونایتد
باشگاه فوتبال ججو یونایتد (به کره‌ای: 제주 유나이티드 FC) یک باشگاه فوتبال در شهر ججو-دو در کشور کره جنوبی می‌باشد که در کی لیگ بازی می‌کند.
این باشگاه در سال ۱۹۸۲ تأسیس شده‌است.